# 新帕佐瓦

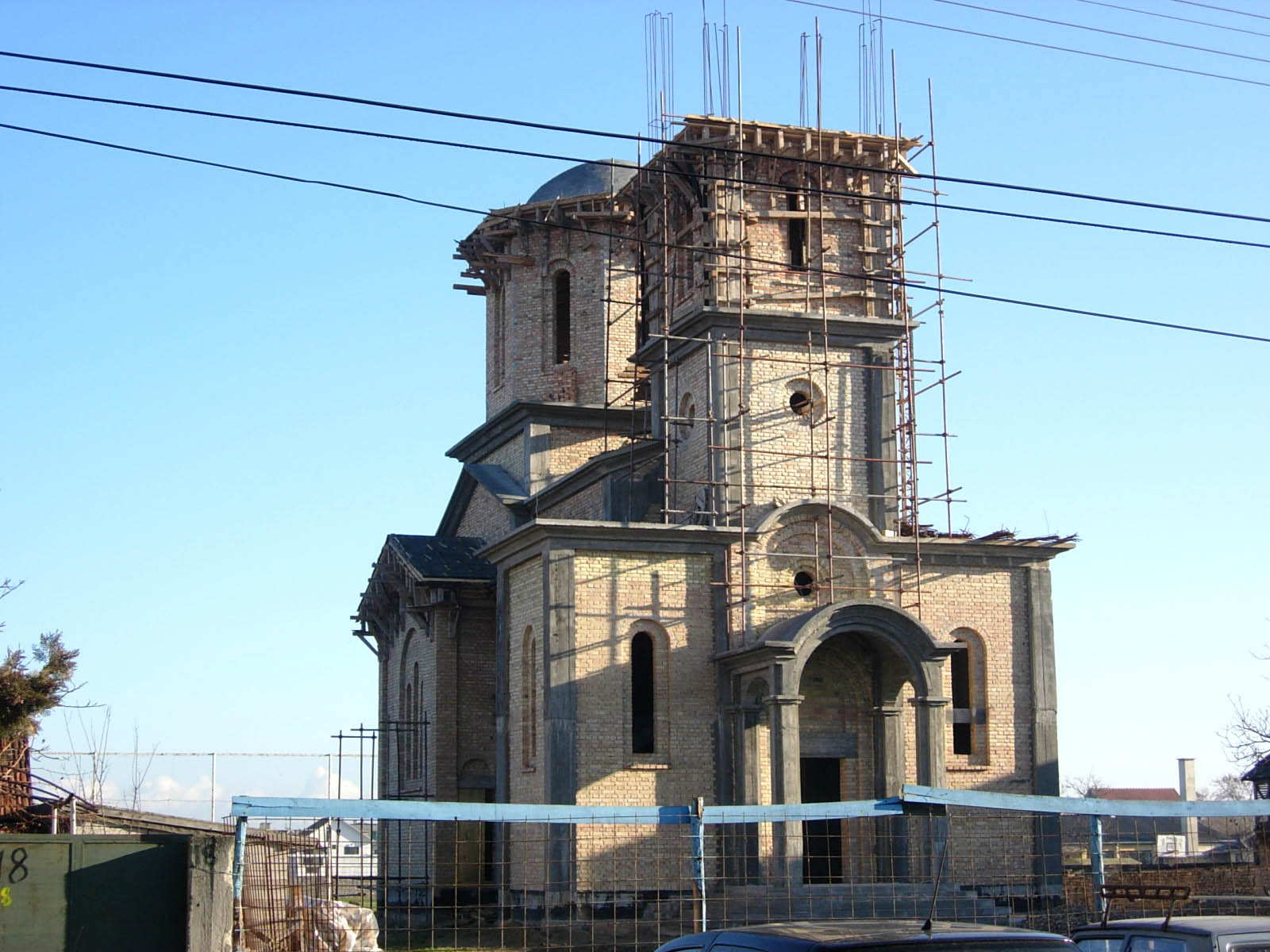
The new Orthodox church under construction.

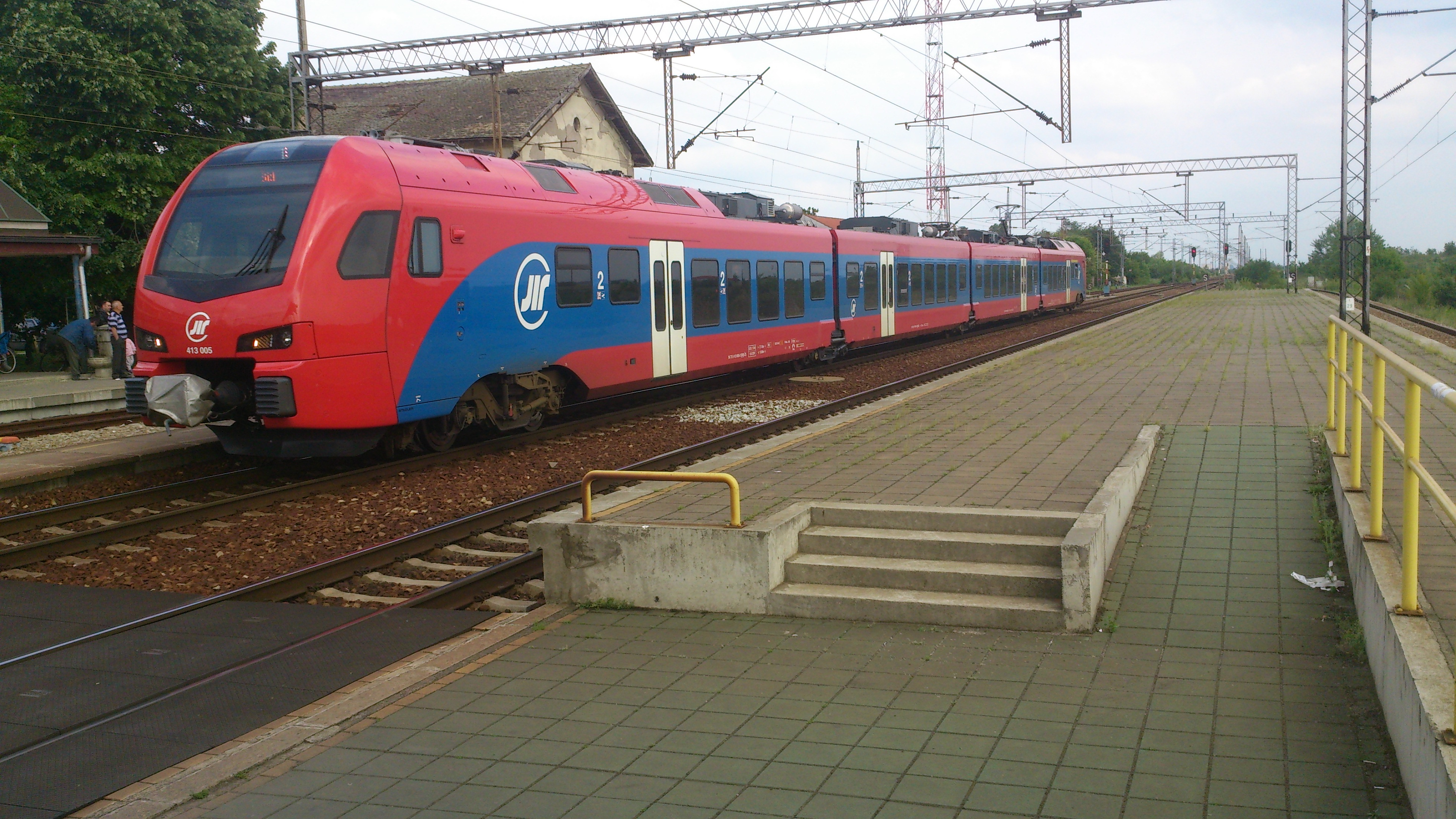
Train station.

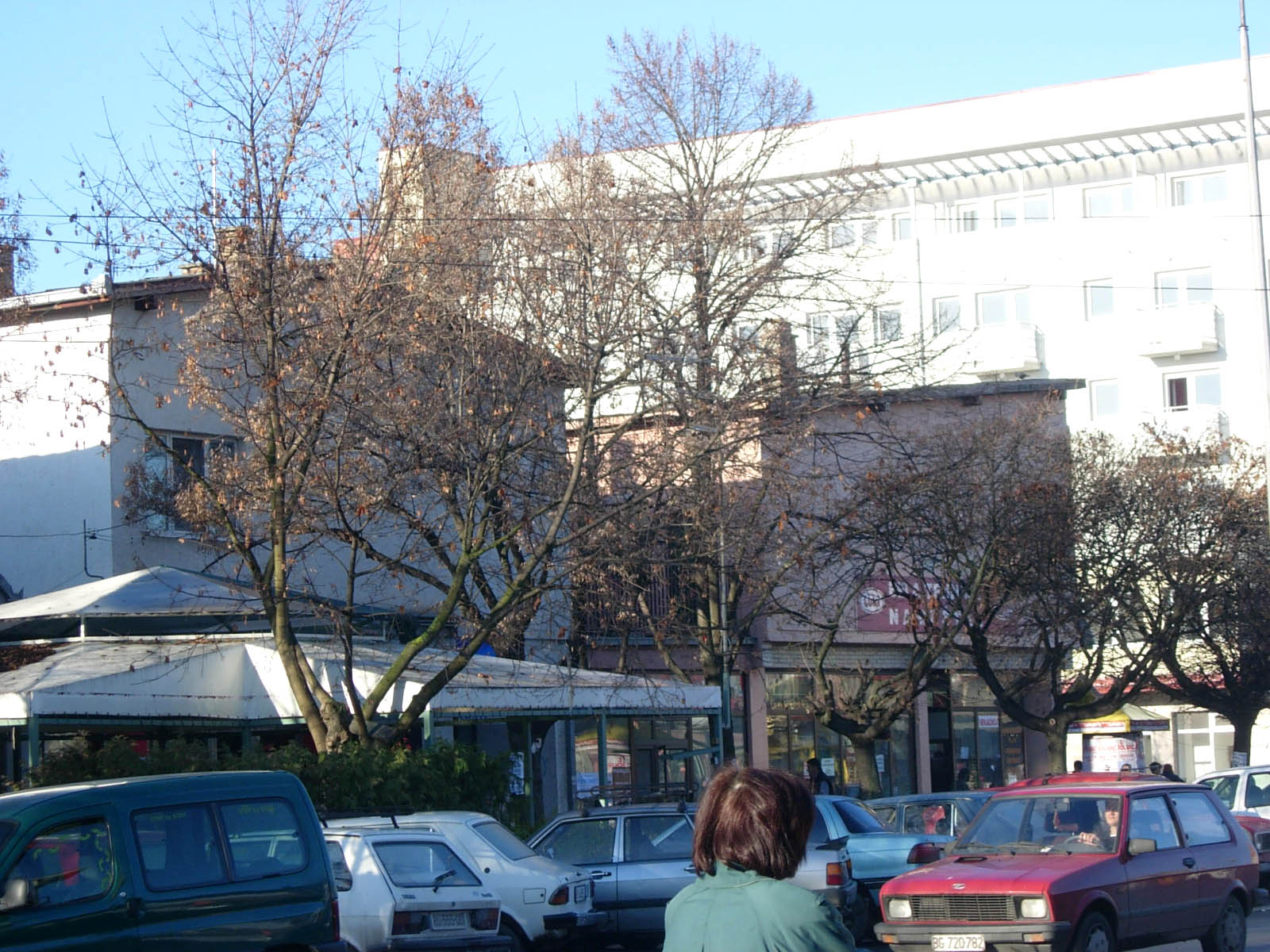
Building in the settlement. The Evangelical church stood here until the end of the 1940s.

新帕佐瓦（Nova Pazova，發音：[nɔ̂ʋaː pâzɔʋa]）是塞爾維亞的一座城市，位於伏伊伏丁那自治省。市區的人口有18,214人，其中17,421人是塞爾維亞人。

## 外部連結
- Sremski Oglasi

44°57′N 20°13′E / 44.950°N 20.217°E